# 戴维·R·史密斯
戴维·R·史密斯是一名美国物理学家，在北卡罗莱纳州杜克大学任电子和计算机工程教授。史密斯的研究兴趣主要为电磁超材料，也即具有负折射率的材料。
1988年，史密斯毕业于加利福尼亚大学圣地亚哥分校（UCSD），获得学士学位（物理学），并在1994年于该校获得博士学位（物理学）。此后他继续在圣地亚哥从事研究。
2000年，他和在 UCSD 谢尔登·舒尔茨（Sheldon Schultz）教授的实验室一起工作的同事，发现了第一个呈负折射率的材料。
2004年，他被杜克大学聘为副教授，2007年升为正教授，2008年又被评为“杰出教授”。
2005年，他获得笛卡尔奖。